# Blombos pećina
Blombos pećina je lokalitet koji je početkom 21. veka ponudio fascinantne arheološke podatke o našim precima, kao i o daljoj evoluciji hominida. Arheolozi i antropolozi širom sveta smatraju da je upravo iz ove tačke počela da se razvija umetnička misao, koja će svoj vrhunac dostići u gornjem paleolitu Evrope - pećinskim slikarstvom. Stoga, u temeljnom istraživanju ove pećine leže određene istine kada je reč o psihološkom napretku hominida na teritotiji današnje Južne Afrike čineći je jednom od najvažnijih srednjepaleolitskih lokaliteta.

## Geografski položaj pećine
Blombos pećina nalazi na jugoistoku južne Afrike svega udaljena stotinak metara od Indijskog okeana, 35 m iznad nivoa mora. Dobra strateški orijentisana lokacija omogućila je raznovrsnost marinskih i kopnenih resursa, koja je omogućavala jednu zdravu ishranu hominida. U arheoloskom materijalu uočeni su tragovi učestalih aktivnosti lova i sakupljanja plodova.

## Ishrana hominida
Tokom srednjeg i gornjeg paleolita u pećini nije bilo velikih odstupanja kada je u pitanju ishrana hominida. Naime, prisutni su nalazi koji svedoče o aktivnosti i prisutnim različitim vrstama životinjskog sveta u ovom staništu ali karakteristična za takvo južnoafričko podneblje. Profesor Henšilvud je u značajnom radu o podacima iz Blombos pećine tokom serije iskopavanja od 1992 – 1999. godine sistematično predstavio zastupljenost i odsustvo životinjskih vrsta na ovom staništu kroz sredjepaleolitske slojeve. Vidno je prisutna ljudska aktivnost lova i sakupljanja, gde su se najviše hranili krupnim sisarima i kornjačama. Uzima se u obzir da jedan deo skeletnih ostataka životinja potiče od aktivnosti predatora, pre svega hijena. Ispitivanjem je zaključeno da je ljudska aktivnost u većem intenzitetu od predatorske, tako da zoološki ostaci najpre govore o hominidima i njihovoj srednjepaleolitskoj dijeti.

## Marinski resursi
Počevši od marinskih ostataka uočene su znatne količine školjki i riba. Morski plodovi, kao i riba sama po sebi imaju visoku količinu hranljivih i nutritivnih sastojaka kao što su omega - 3 masne kiseline, i danas vrlo važne u našoj svakodnoevnoj ishrani a krucijalni su za moždani razvoj mladih jedinki. Procentualnim analizama se ustanovilo da je koncetrancija školjki veća od koncentracija riba. Lako je doći do zaključka da su školjke sakupljali duž obale, te da su bile jedan od konstantnih izvora hrane kao i da su imali odgovarajuće oruđe koje bi im omogućilo da lakše dođu do jestivog dela školjke. Interesantno je da se vrste školjki pronađene u srednjepaleolitskim slojevima iste mogu pronaći i danas duž obale na koju gleda Blombos pećina. Od vrsta koje su pronađene u kulturnim slojevima su vrste -{Haliotis midae-} i turban školjke, prilepci i po neki puž. Manja koncentracija ribe poklapa se i sa nedostatkom oruđa nalik harpuna ili udica. Ribe predstavljaju teži lovni plen, ali se izdvaja hipoteza da su ih najpre uz pomoć mamca privlačili ka obali pa potom probadali kopljem. Pored toga, verovatno uginule jedinke je more izbacivalo na obalu tako da su i na takav način kosti riba mogle da stignu do staništa. Ali problem predstavljaju pronađene vrste koje žive na velikim dubinama i drugačije nije moglo da im se priđe osim ribolovom. Takođe osteološki nalazi pokazuju da je kičma riba polomljena, što se pretpostavlja da je vršeno dok je riba još uvek bila živa. Iako postoji nekoliko hipoteza i pretpostavki o tome da li su lovili ili strvinarili ribu, to pitanje i dalje ostaje nerešeno i otvoreno za razmatranje.

## Resursi kopnene faune
Što se tiče sisarske koncentarcije zooloških ostataka, prisutne su veće količine južnoafričkih glodara, najpre što predstavljaju lak plen koji se može uloviti uz pomoć zamki. Izučavanjem kostiju glodara, uočila se razlika u njihovoj veličini. Naime tokom srednjeg paleolita jedinke pojedinih glodara su krupnije od onih u kasnom paleolitu te iz toga može da se rekonstruiše paleoekološka situacija koja je okruživala hominide u ovom pećinskom staništu. Pored glodara koji su bili lak plen je svoje mesto našla i kornjača, koju su hominidi takođe koristili u svojoj svakodnevnoj ishrani – a takođe se uočava u mnogim drugim južnoafričkim staništima. Najviše je zastupljena kornjača Chersina angulata, od čega mužjak te vrste teži oko 2,5 kg i prisutne su tokom cele godine, čineći ga nepresušnim resursom hrane. U velikoj meri provalađuje sitan plen, pogodan za skupljanje i nezahtevan lov. Ono što ne spada u ostatke mikrofaune, jeste veća koncentracija kosti bovida – najpre kosti bivola i elanda. Od čega su kosti elanda u srednjepaleolitskim slojevima u većoj meri nego od bivola. Iako je bivo verovatno bio brojniji na teritoriji u okolini Blombosa verovatno je manje lovljen zbog nedovljne tehnologije odnosno oruđa koji bi pomogli da se bivo ulovi iz daljine. Eland je manje opasna životinja, tako da je lov mogao da se izvrši iz određene blizine ili zasede. Henshilwood navodi da upravo ta zastupljenost elanda može da svedoči da je bivo namerno izbegavan i da su se hominidi već upoznali sa posledicom lova na takvog masivnog bovida.
Blombos pruža mogućnosti za različita istraživanja i ispitivanja života hominida, kako u kasnom paleolitu tako i u srednjem. Naime, njegova koncentracija različitih životinjskih vrsta pored toga što svedoči o bogatoj ishrani, pokazuje da su hominidi imali aktivan odnos sa svojim okruženjem i da su u svoje stanište donosili sve što im se svidelo. Školjke, kornjača, glodari i od krupnih životinja eland, procentualno su najzastupljenije vrste u ovom pećinskom staništu tokom srednjeg paleolita. Nešto kasnije, koncentracija drugih vrsta se menja ali se menja i njihova tehnološka razvijenost i pojava drugih alatki koja im je verovatno omogućila efikasniji lov na neki životinjski plen. Ono što su hominidi najviše unosili u svoj organizam bila je ishrana bogata proteinima, a proteini kao i danas krucijalni su za razvitak ljudskog organizma. Ljudi iz Blombosa imali su ekstrovertan pristup ka svom okruženju na jugoistočnoj obali Afrike, što nam svedoče zoološki ostaci kao i sav materijal u vezi sa okerom. Dovoljno aktivnosti koje dokazuju o ljudskoj evoluciji, odnosno rešenosti ka boljem upoznavanju svog okruženja, raznovrsan plen, izražena radoznalost koja je u jednom trenutku presudila pa su se ti isti hominidi otisnuli iz Afrike i proširili daljim kontinentima. Različite životinjske vrste našle su se kao lovni plen, ali za njihovo hvatanje bilo je neophodno određeno znanje i veština koja je sigurno postignuta nakon brojnih neuspelih pokušaja.

Eksploatisali su faunu za koje su ti hominidi bili predatori dok su se ostalih opasnih životinjskih vrsta držali podalje jer su bili svesni svojih fizičkih mogućnosti - tako da upravo ta činjenica svedoči o njihovoj samosvesti i da su oni znali ko su, da je priroda nepredvidiva ali ukoliko se drža poznatih stvari ne može ništa loše da se dogodi. Isti model ponašanja prisutan je u pećini Sibuda, nekoliko stotina kilometara od Blombos pećine, koje se po pitanju ishrane donekle razlikuju ali imaju dosta sličnosti koje nas navode da se zapitamo– zašto se jedan određeni model ponašanja ponavalja.

## Blombos i minerali
Važnost ovog lokaliteta ugleda se i ka tome jer je zastupljena visoka koncetrancija minerala okera. Naravno, oker sam po sebi ne govori mnogo ali njegova količina i kontekst u kom je nađen, modifikovan i korišćen jeste svedok jednog svesne upotrebe lokalnih minerala od strane hominida. Od svih nijansi kroz koje se oker menjao, najistrajniji je crveni oker, koji se sreće širom Afrike i Bliskog istoka, još od pre 100. 000 godina BC. Mada su primerci crvenog okera pronađeni na lokalitetu Olduvai iz period od pre 500.000 godina BC. Crveni oker, prepoznatljiv po svojoj prirodi, ostao je ukorenjen kako u istoriji samog razvoja ljudi tako i u umetnosti. Generalno gledano, crveni oker pruža različite mogućnosti. Prvo opciju modifikovanja nijanse preko tamnije crvene do svetlije, koje će biti intenzivne i stabilne. Kao takav, stigao je i u Evropu gde je bio jedan od vodećih pigmenata pri pećinskom slikarstvu homo sapiensa, kao i u ritualu sahranjivanja i posipanja pokojnika crvenim okerom. A takođe, postoje pisana svedočanstva i rasprave na osnovu crvene i crvenog okera od strane grčkih i rimskih klasičara tokom prvih vekova naše ere. Otkrića okera u Južnoj Africi zaista su brojna, a tradicija i istrajnost njegove boje i dan danas se koristi prilikom ritualnih radnji plemena Maasai u Keniji. Pored Afrike, upotreba okera zadržala se i u tradicionalnoj umetnosti Aboridžina u Australiji. Teško je odrediti od čega početi kada su u pitanju konteksti okera u Blombosu. Naime, pronađena su 2 komada okera sa jasno urezanim linijama i šrafurama od ukupne količine od 8000 komada. Sami urezi su stariji od 65.000 godina BC, dok se lokalitet datuje na period od pre 100.000 – 70. 000 godina p.n.e. Oker je bio u upotrebi, ali u pretpostavljene svrhe zaštite kože od sunca ili insekata. Šira pitanja ukazala su se po otkriću ova dva posebna, ukrašena komada. Sama ornamentika, sastojala se iz različitih oblika vertikalnih i horizontalnih linija koje su se preklapale i na jednom komadu formirale neki oblik geometrijskih motiva. Eksperimentalnim metodama uz adekvatno oruđe ustanovilo se da su linije urezivane prvo u jednom smeru pa u drugom. Oba komada su relativno slična, dok njihova razlika leži u tome što na jednom komadu urezana šrafura koja je uokvirena urezanim linijama. Ovaj nalaz bio je veliki preokret u razumevanju kognitivnog razvoja, kulturne i komunikacione razmene. Izuzev okera pronađene su fragmentovane životinjske kosti sa višestrukim urezima koje pokazuju tehničko znanje kojim su se koristili i razmenjivali stanovnici pećine. Ujedno, koštani artefakti spadaju u najstarije primerke koštanih alatka odn. prvi vid eksploatacije životinjske kosti na takav način.

## Radionica za preradu okera
Stanište, koje je već zakomplikovalo tumačenje hominida iz srednjeg paleolita i pokazala njihovu potrebu ka simboličkim ili pak umetničkim izražavanjem u obliku linija i šrafura kako na okeru tako i na koštanom materijalu nedavno je ponovo uspela da alarmira stručnjake. Tim arheologa iz Instituta u Johanezburgu ponovo su posetili pećinu i u slojevima koji se datuju od pre 100.000 godina pronašli artefakte koji ukazuju na neku vrstu ’’radionice’’. Radionica je sadržala artefakte koji su služili za preradu i upotrebu okera! Ono što je pronađeno jesu, vremenski isti kameni čekići i školjke koje su služile kao recipijent. Školjka je služila da se oker u prahu sakupi i potom pomeša sa vezivnim supstancama. Sloj ’’radionice’’ imao je bogat asortiman artefakata, pored više vrsta školjki, otkrivena su in situ ognjišta, faunalni ostaci, kameno oruđe i modifikovani komadi okera. Postoje dva ’’seta oruđa’’ za obrađivanje okera. Prvi set bio je sačinjen od recipijenta - školjke (Haliotis midae ), i oblutak kvarcita koji je ležao sa unutrašnje, sedefaste strane školjke. Kad se oblutak podigao, ispod njega bio je crveni talog gde su hemijskim analizama dokazali da se radi o mešavini koju je sačinjavao oker koji je pomešan sa životinjskom mašću i smrvljenom kosti, ili pak nekom tečnosti i ljuspicama kamena . Otkrivena su dva tipa okera ispod oblutka sačinjeni od hematita, getita i kvarca.
Drugi set oruđa na nekih 16 cm od prvog, ima istu školjku za recipijent i crvenu sadržinu na sedafastoj podlozi. Intresantno je da se na sedefu školjke vide blage ogrebotine, koje su najverovatnije nastale prilikom trenja kamena ili pri drobljenju okera, ili pri mešanju svih sastojaka . Nažalost, školjka drugog seta bila je slomljena ali na svojoj ivici jasno je ležao komad crvenog okera ostavljajući crvene tragove po peskovitom tlu.
Ovakav vid ponašanja, koji je ostao zabležen u slojevime ove južnoafričke pećine daje nam na znanje da su ti hominidi imali jasnu određenu sliku o sebi samima, počeli su da osećaju i razlikuju lepo od ružnog, počeli su da primećuju prirodu oko sebe i njene bezgranične mogućnosti koja će ih vremenom usloviti da se otisnu ka širenju kako po frici tako i po svim daljim kontinentima.

## Literatura
- d’Errico, F., Henshilwood, C., Lawson, G., Vanhaeren, M., Tillier, A.-M., Soressi, M., et al. (2003). Archaeological Evidence for the Emergence of Language, Symbolism, and Music —An Alternative Multidisciplinary Perspective. Journal of World Prehistory, 17, 1-70
- Estaugh N, Walsh V, Chaplin T, Sidall R. 2004 : The Pigment Compendium - A Dictionary of Historical Pigments, Elsevier Butterworth-Heinemann, 1st ed. Oxford
- Henshilwood C. S. Sealy C. J. Yates R. Goldbreg P. Klein R. Poggenpoel C. Niekerk K. Watts I. 2001. Blombos Cave, Southern Cape, South Africa: Preliminary Report on the 1992– 1999 Excavations of the Middle Stone Age Levels, Journal of Archaeological Science (2001) 28, 421–448, Academic Press
- Henshilwood S. C. d’ Errico F. Niekerk L. V. Coquinot Y. Jacobs Z. Lauritzen S. Menu M. Garcia – Moreno R. 2011: A 100.000-Year-Old Ochre – Processing Workshop at Blombos Cave, South Africa. Science Magazine 334, 219 – 221
- McBreaty S. Brooks A. S 2000. The Revolution that wasn’t a new interpretation of the origin of modern human behavior, Journal of Human Evolution (2000) 39, 453–563, Academic Press
- Plug I. 2006. Aquatic animals and their associates from the Middle Stone Age levels at Sibudu, Southern African Humanities Vol. 18, 289–299
- Rapp, G. R. 2009. Archaeomineralogy . Springer – Verlag - Berlin – Heidelberg, University of Minnasota . 2nd ed. USA